# محطة شارع الرئيس كينيدي
محطة شارع الرئيس كينيدي (بالفرنسية: Avenue du Président Kennedy station) محطة في الخط C من نظام السكك الحديدية السريع في ضواحي باريس. يقع في الدائرة السادسة عشرة في باريس، بالقرب من متحف راديو.